# Condado de Arcos
El condado de Arcos es un título nobiliario español que el rey Juan II creó en 1431 a favor de Pedro Ponce de León y Haro, VIII señor de Marchena, como permuta por el Condado de Medellín, que le había concedido dicho monarca en 1429. Su nombre se refiere al municipio andaluz de Arcos de la Frontera, en la provincia de Cádiz. En 1493 los Reyes Católicos, como compensación por la supresión del Marquesado y del Ducado de Cádiz y la reincorporación de dicha ciudad y títulos a la Corona, elevaron el condado de Arcos a ducado de Arcos y le concedieron el condado de Casares, en la persona de Rodrigo Ponce de León.

## Condes de Arcos
- Pedro Ponce de León y Haro (m. antes del 5 de febrero de 1448), I conde de Arcos y I conde Medellín, casado con María de Ayala.[1]  Le sucedió su hijo.

- Juan Ponce de León y Ayala (m. 20 de octubre de 1469), II conde de Arcos y I marqués de Cádiz. Se casó en primeras nupcias con Leonor de Guzmán (m. 1441), de quien no hubo sucesión, y en segundas, antes de 1448, con Leonor Núñez (m. antes de 1462).[1]  En 1466 irrumpió en Cádiz para sofocar una revuelta contraria al pretendiente Alfonso de Trastámara y expulsó de la ciudad a los partidarios de la casa de Medina Sidonia, rival de la de Arcos y opuesta al infante Alfonso; tres años más tarde, el rey Enrique IV le confirmó la posesión de la ciudad.[2] Le sucedió su hijo del segundo matrimonio que fue legitimado por nacer antes del segundo matrimonio de su padre.[3]

- Rodrigo Ponce de León, III conde de Arcos, II y último marqués de Cádiz, I duque de Cádiz[1] y I marqués de Zahara. Contrajo un primer matrimonio con Beatriz Marmolejo que fue anulado.[1]  Después se casó con Beatriz Pacheco (m. después del 6 de abril de 1511).  Le sucedió su nieto,[1] hijo de Francisca Ponce de León, una hija que había tenido con Inés Jiménez de la Fuente, que fue legitimada, y que había casado con su primo Luis Ponce de León, de la casa de Villagarcía.

- Rodrigo Ponce de León, IV conde de Arcos y I duque de Arcos (creado el 20 de enero de 1493)[1] y I conde de Casares.